# 阿布拉姆·卡缅斯基

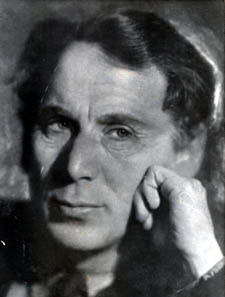
阿布拉姆·卡缅斯基

阿布拉姆·扎哈罗维奇·卡缅斯基（俄語：Абрам Захарович Каменский；1885年10月6日—1938年2月10日），苏联革命家、国务和党务活动家，曾参与俄国内战，曾任顿河共和国人民委员、乌克兰制宪议会成员、全俄罗斯中央执行委员会委员（于1918年11月在第二次全俄工人与士兵代表苏维埃代表大会上当选）、俄国共产党（布尔什维克）第六至第十一次代表大会代表、俄罗斯苏维埃联邦社会主义共和国人民委员会委员、工农红军最高军事监察局成员、俄罗斯社会主义联邦苏维埃共和国民族事务人民委员部副人民委员。
1885年10月6日，他出生于俄罗斯帝国卢甘斯克的一个职员家庭。他的童年在贫困中度过。1902年，父亲去世，留下9个孩子，家中生活拮据。他毕业于职业学校后，由于没有机会继续读书，遂去顿巴斯的乌斯宾斯基矿工作。1905年，加入俄国社会民主工党。1914年，加入孟什维克国际主义派。1917年，成为布尔什维克。1918年—1919年，为军事反对派成员。1937年11月6日，在“大清洗”中被捕，后被关押于莫斯科塔甘卡监狱；11月8日，被开除出党。1938年2月10日，在莫斯科科穆纳尔卡射击场被枪决。1956年3月28日，被苏联最高法院军事审判庭平反，并恢复党籍。